# 第十四代阿倫德爾伯爵托馬斯·霍華德
托馬斯·霍華德（Thomas Howard，1585年7月7日—1646年10月4日），第十四代阿倫德爾伯爵，英格蘭貴族霍華德家族的成員。第十三代阿倫德爾伯爵菲利普·霍華德之子。

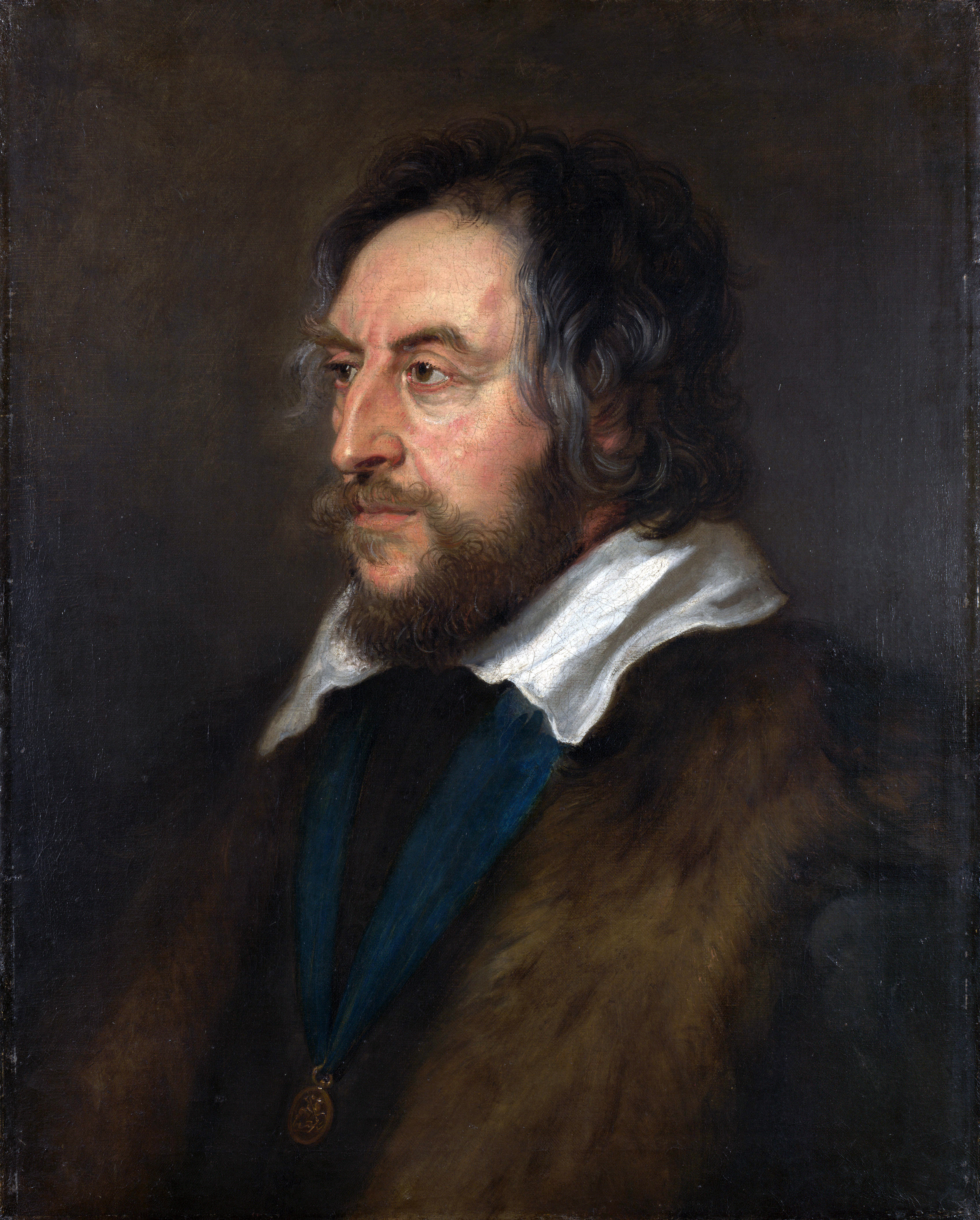
阿倫德爾伯爵托馬斯·霍華德

他的父親和祖父都被伊麗莎白一世因叛國罪處死，但他在叔公北安普頓伯爵亨利·霍華德的幫助下重獲家族的頭銜與一些財產。在查理一世在位期間他擔任司禮大臣與宮內大臣。他與什魯斯伯里伯爵吉爾伯特·塔爾博特的女兒阿莉西婭（Alethea Talbot）結婚，有亨利·霍華德（Henry Howard，阿倫德爾伯爵）與威廉·霍華德（William Howard，斯塔福德子爵）兩個兒子。他收集許多古希臘羅馬的石雕像，被稱為阿倫德爾大理石雕，目前被保存於阿什莫林博物館。